# 김재성 (1996년)
김재성(金在成,  1996년 10월 30일 ~ )은 KBO 리그 삼성 라이온즈의 포수, 내야수이다.

## LG 트윈스시절
2015년에 입단하였다. 확대 엔트리 때 1군 엔트리에 등록됐다. 2015년 9월 1일 넥센 히어로즈와의 경기에 출전하며 데뷔 첫 경기를 치렀고, 경기 후반에 교체 출전해 타석에는 들어서지 못했다. 확대 엔트리 때 등록된 후 9타석에서 무안타를 기록했다. 정근우의 도루를 저지해 큰 화제가 됐다.

## 경찰 야구단시절
2016년에 입단하였다. 입대 첫 해에는 본래 포지션인 포수 외에도 내야수로 많이 출장했다. 2017년 9월 23일에 제대했다.

## LG 트윈스복귀
2017년에 복귀하였다.

## 삼성 라이온즈시절
2021년 12월 22일에 FA를 통해 LG 트윈스로 이적한 박해민의 보상 선수 자격으로 이적하였다.

## 출신 학교
- 제주 신광초등학교
- 서울 성남중학교
- 덕수고등학교

## 통산 기록
| 연도 | 팀명  | 타율  | 경기 | 타수 | 득점 | 안타 | 2루타 | 3루타 | 홈런 | 루타 | 타점 | 도루 | 도실 | 볼넷 | 사구 | 삼진 | 병살 | 실책 |
| ---- | ----- | ----- | ---- | ---- | ---- | ---- | ----- | ----- | ---- | ---- | ---- | ---- | ---- | ---- | ---- | ---- | ---- | ---- |
| 2015 | LG    | 0.000 | 9    | 6    | 0    | 0    | 0     | 0     | 0    | 0    | 0    | 0    | 0    | 1    | 0    | 2    | 0    | 0    |
| 2019 | LG    | 0.200 | 3    | 5    | 0    | 1    | 0     | 0     | 0    | 1    | 1    | 0    | 0    | 2    | 0    | 2    | 0    | 0    |
| 2021 | LG    | 0.138 | 58   | 65   | 6    | 9    | 2     | 1     | 1    | 16   | 3    | 1    | 0    | 5    | 1    | 13   | 2    | 1    |
| 2022 | 삼성  | 0.335 | 63   | 161  | 16   | 54   | 10    | 0     | 4    | 73   | 26   | 0    | 0    | 18   | 2    | 40   | 4    | 2    |
| 2023 | 삼성  | 0.192 | 57   | 99   | 7    | 19   | 3     | 0     | 1    | 25   | 7    | 0    | 1    | 19   | 5    | 31   | 4    | 0    |
| 2024 | 삼성  | 0.200 | 10   | 20   | 3    | 4    | 1     | 0     | 0    | 5    | 1    | 0    | 0    | 3    | 0    | 5    | 1    | 1    |
| 통산 | 6시즌 | 0.244 | 200  | 356  | 32   | 87   | 16    | 1     | 5    | 120  | 38   | 1    | 1    | 48   | 8    | 93   | 11   | 4    |